# Adam Heinrich von Steinau
Adam Heinrich Graf von Steinau (mort el 1712) fou un Mariscal de Camp saxó.
Steinau serví en el contingent del Ducat de Baviera, del 1685 al 1688, en la campanya de l'Hongria Otomana contra l'Imperi Otomà. Després participà en la Guerra dels Nou Anys contra França sota les ordres Carles V de Lorena i en el reeixit setge de Magúncia el 1689. Després entrà al servei de la República de Venècia en la guerra de 1695 contra l'Imperi Otomà. Entre el 1695 i el 1696 estigué a les ordres de l'elector saxó Frederic August I, també conegut com a August el Fort, com a comandant de les tropes imperials al Regne d'Hongria en guerra continua contra l'Imperi Otomà.
El 27 d'agost de 1699 Steinau fou ascendit al grau de Mariscal de Camp. Amb les tropes saxones participà en la Gran Guerra del Nord defensant Livònia a la campanya de Curlàndia, i entre febrer i novembre del 1700 en el setge de Riga. El juliol de 1700 derrotà en la batalla de Jungfernhof (Jumpravmuiža, Jumprava), prop de Riga, al jove general suec Otto Vellingk.
El 9 de juliol de 1701, Steinau fracassà en impedir el Creuament del Düna a Carles XII de Suècia. El 9 de juliol de 1702, a Polònia, perdé la batalla de Klissow. El 21 d'abril de 1703, fou derrotat en la batalla de Pułtusk, on les tropes sueques encapçalades per Carles XII capturaren gran part de l'exèrcit saxó. Després d'aquesta derrota Steinau va entrar al servei de Venècia per segon cop. Considerava el servei a Venècia com a “part de la seva vellesa”.
El 1705 comprà Schinkau i Nebillau, incloent Nettonitz. In 1706 va encarregar de la construcció del Palau Nebillau al mestre constructor Jakob Auguston de Pilsen. Després de la seva mort a Nebillau, Steinau fou enterrat en els terrenys de l'Església de Jacob a Prusing.